# Hugo Weyrich
Hugo Weyrich (též Vejrych) (14. červenec 1901, Paříž – 70. léta 20. století, Paříž) byl československý voják a vyřazený příslušník výsadku Destroyer.

## Mládí
Narodil se 14. července 1901 v Paříži. Otec Hugo byl kožešník, matka se jmeovala Marie, rozená Müllerová. Do Paříže se rodina přistěhovala v roce 1895. Měl jednoho bratra. Základní školu a gymnázium absolvoval v Paříži. Zde také vystudoval dva semestry École Supérieure d'Aéronautique. Základní vojenskou službu nastoupil v Praze u leteckého pluku 1. října 1921. Po absolvování důstojnické školy byl převelen do Plzně. Do roku 1924 byl postupně povyšován do hodnosti poručíka letectva.
V roce 1925 převzal v Paříži po otci vedení kožešnické firmy. Na této pozici působil do roku 1939.

## V exilu
Po pádu Francie se přesunul do Anglie. Na exilovém MNO pracoval jako šifrant. 28. října 1940 byl povýšen na nadporučíka letectva. Výcvik pro plnění zvláštních úkolů zahájil v květnu 1944, přičemž se s ním počítalo jako s velitelem výsadku Destroyer. Při cvičném seskoku padákem si způsobil dvojitou frakturu kotníku a z výcviku byl vyřazen. Po doléčení se vrátil zpět k MNO. Do vlasti se vrátil v květnu 1945.

## Po válce
1. září 1945 byl povýšen na štábního kapitána letectva a 1. ledna 1946 jmenován zástupcem československého vojenského leteckého atašé v Paříži. V dubnu 1948 byl z této funkce odvolán. Vrátil se k vedení kožešnické firmy a do Československa se již nevrátil. Zemřel v Paříži.

## Vyznamenání
- 1944 –  Pamětní medaile československé armády v zahraničí se štítky Francie a Velká Británie